# Yllenus dunini
Yllenus dunini là một loài nhện trong họ Salticidae.
Loài này thuộc chi Yllenus. Yllenus dunini được Dmitri Viktorovich Logunov & Yuri M. Marusik miêu tả năm 2003.